# Charles Éon de Beaumont
Charles Éon de Beaumont (Charles Geneviève Louis Auguste André Timothée d'Éon de Beaumont), född 5 oktober 1728 i Tonnerre, död 21 maj 1810 i London, vanligtvis känd som Chevalier d'Éon eller Chevalière d'Éon, var en fransk diplomat, spion, soldat och äventyrare.
D'Éon stred i sjuårskriget och spionerade för Frankrike medan hon var i Ryssland och England. D'Éon levde huvudsakligen som man under sina första 49 år, även om hon under den tiden framgångsrikt infiltrerade kejsarinnan Elizabeth av Rysslands hov genom att presentera sig som kvinna. Under sina sista 33 år levde d'Éon som kvinna, och erkändes officiellt som kvinna av kung Ludvig XVI.
Éon har gett upphov till termen eonism.

## Biografi

### Utbildning och diplomatisk karriär
Från 1743 studerade hon vid Collège Mazarin i Paris och blev juris doktor. Som 21-åring började hon skriva och utgav ett flertal publikationer. Hon uppmärksammades genom furst Contis förmedling av Ludvig XV av Frankrike och utnämndes till kunglig censor av historia och filosofisk-historiska vetenskaper.
Hon fick anställning i Ludvig XV:s hemliga diplomati (Secret du Roi) och hade flera viktiga framgångar i sina diplomatiska uppdrag. Bland annat företog hon tillsammans med skotten M. Douglas 1756 en beskickning till Sankt Petersburg, där hon lyckades återupprätta den diplomatiska förbindelsen mellan det ryska och franska hovet, som hade varit avbruten sedan länge. Därmed säkrade hon Frankrikes allians med Ryssland inför utbrottet av sjuårskriget. Beskickningens framgångar berodde till stora delar på Éons skickliga intrigerande vid kejsarinnan Elisabeths hov, och som belöning för sin insats erhöll hon en dragonlöjtnants fullmakt vid sin återkomst till Paris.
Éon var därefter åter ambassadör i S:t Petersburg 1758 - 1760, och tog där aktiv del i Aleksej Bestuzjev-Rjumins störtande. Vid sin återkomst hade hon lyckats utvinna Rysslands anslutning till det Nordiska neutralitetsförbundet. Éon blev dragonkapten 1760, och utnämndes 1761 till adjutant hos Victor François de Broglie och var även hans chef inom den hemliga diplomatin. Éon förde även med framgång befäl under fälttåget 1761. År 1762 utnämndes hon till ambassadsekreterare i London samt agent för "den hemliga diplomatien". 10 februari 1763 överförde hon till Paris den engelska ratifikationen på det nya fransk-engelska fredsfördraget. För denna diplomatiska bedrift belönades hon med en av sin tids förnämsta utmärkelser, Ludvigskorset. Då hennes chef, hertigen av Nivernais 1763 avgick, blev han interimminister.
Éons framgångar hade stigit henne åt huvudet, och hon hade genom ett enormt slöseri dragit på sig stora skulder. I allt mer pockande skrivelser begärde hon att bli utnämnd till ambassadör. I Paris blev man trött på hennes oblyga pretentioner, och en ny ambassadör, greve de Guerchy, anlände i oktober 1763 till London, och medförde en rappel som förklarade Éon i onåd. Éon som nu blev desperat, vägrade såväl att resa hem som att utlämna sina för Ludvig XV:s diplomati mycket känsliga dokument, och inlät sig i skandalösa gräl med greven de Guerchy och publicerade en häftig pamflett mot denne, Lettres, mémoires et négaciations particulières du chavalier d'Éon (1764), vilken blev åtalad och konfiskerad.

### Transition
På grund av Éons feminina utseende började det 1770 att uppstå rykten i London att Éon egentligen var kvinna - de engelska vadhållningsbyråerna var ivrigt sysselsatta med höga vad gällande hennes kön. Éon försökte på intet sätt förneka dessa rykten utan utnyttjade istället situationen. Vintern 1771-72 lät Éon utsprida att hennes föräldrar, som önskat få en manlig arvinge, vid Éons födelse falskeligen utgett, att det flickebarn som fötts, var en gosse.
Éon fortsatte bära mansdräkt, men då franska regeringen 1775 sänt en diplomatisk agent, Beaumarchais, för att komma över Éons farliga papper, träffade hon med denne en ovanlig skriftlig överenskommelse, att Éon skulle utlämna sitt arkiv, erhålla fransk livränta och förbinda sig att för framtiden bära sitt "verkliga" köns dräkt.
Éon lämnade London i augusti 1777 och återvände till Frankrike, där hon fullföljde sin roll som kvinna och kallade sig Madame de Chevalier d'Éon. Hennes garderob betalades av kungen och drottning Marie-Antoinette gav henne en gåva på 24.000 francs för att "köpa sig några vackra klänningar". Hon blev en populär gäst i de mondäna salongerna, men så småningom svalnade intresset för hennes person, och hon begärde att få inträda som officer på nytt. På grund av sin bråklystnad fick hon sitta i fängelse i Dijon en tid 1779, men frigavs sedan hon lovat hålla sig i lugn i sin hemstad Tonnerre.
1785 åkte hon till London, där hon tvingats lämna kvar sitt bibliotek och andra dyrbarheter i fordringsägares händer. Hennes livränta upphörde efter Franska revolutionen och hon blev då helt utblottad, trots att hon för att få behålla den ivrigt bedyrat sin jakobinism som "Citoyenne d'Éon. Éon var en av sin tids skickligaste fäktare och hon försörjde sig nu genom att ge uppvisningar i fäktning. Efter att ha blivit sårad i en fäktningsförevisning 1796, bodde hon de sista femton åren av sitt liv ihop med en kvinna i hennes egen ålder, Marie Cole, som aldrig för ett ögonblick tvivlade på att Éon också var kvinna. 
D'Éon levde sina sista år i stor fattigdom. Hon förlamades efter ett fall och tillbringade de sista fyra åren sängliggande. Den 21 maj 1810 dog hon London, vid 81 års ålder.
Läkaren som undersökte d'Éons kropp intygade i sitt obduktionsintyg att Chevalier hade "manliga organ i alla avseenden perfekt utformade", samtidigt som hon uppvisade "kvinnliga drag". Bland annat beskriver läkaren en "ovanlig rundhet" i armar och ben, "halsen var på intet sätt manlig" samt ett "anmärkningsvärt fullt bröst".
D'Éons kropp begravdes på kyrkgården i St Pancras Old Church, och hennes återstående ägodelar såldes av Christie's 1813.

## Eftermäle
Den brittiske läkaren Havelock Ellis myntade 1920 termen eonism för att beskriva transpersoner. I dag är termen ovanlig. 
Beaumont Society, en organisation för transpersoner, är uppkallad efter d'Éon.
År 2012 identifierades en målning från 1792 av Thomas Stewart som ett porträtt av d'Éon. Målningen köptes av National Portrait Gallery, London.

### I populärkulturen
D'Éon har återkommande skildrats i populärkulturen. Bland annat i: 
- Spy of Madame Pompadour (1928). En tysk stumfilm.[12]
- Le secret du Chevalier d'Éon (1959). En fransk-italiensk film som skildrar d'Éon som en kvinna som maskerar sig som en man.[13]
- Le Chevalier D'Eon (2006). En japansk tv-serie löst baserad på Chevalier d'Éon.[14]
- Chevalier d'Éon är en ospelbar karaktär som ger ut sidouppdrag i spelet Assassin's Creed: Unity (2014).[15]